# Austrobates
Austrobates is een geslacht van wantsen uit de familie van de Gerridae (schaatsenrijders). Het geslacht werd voor het eerst wetenschappelijk beschreven door Nils Møller Andersen en Thomas A. Weir in 1994.

## Soorten
Het genus bevat de volgende soort:

- Austrobates rivularis Andersen & Weir, 1994